# 毛菌綱

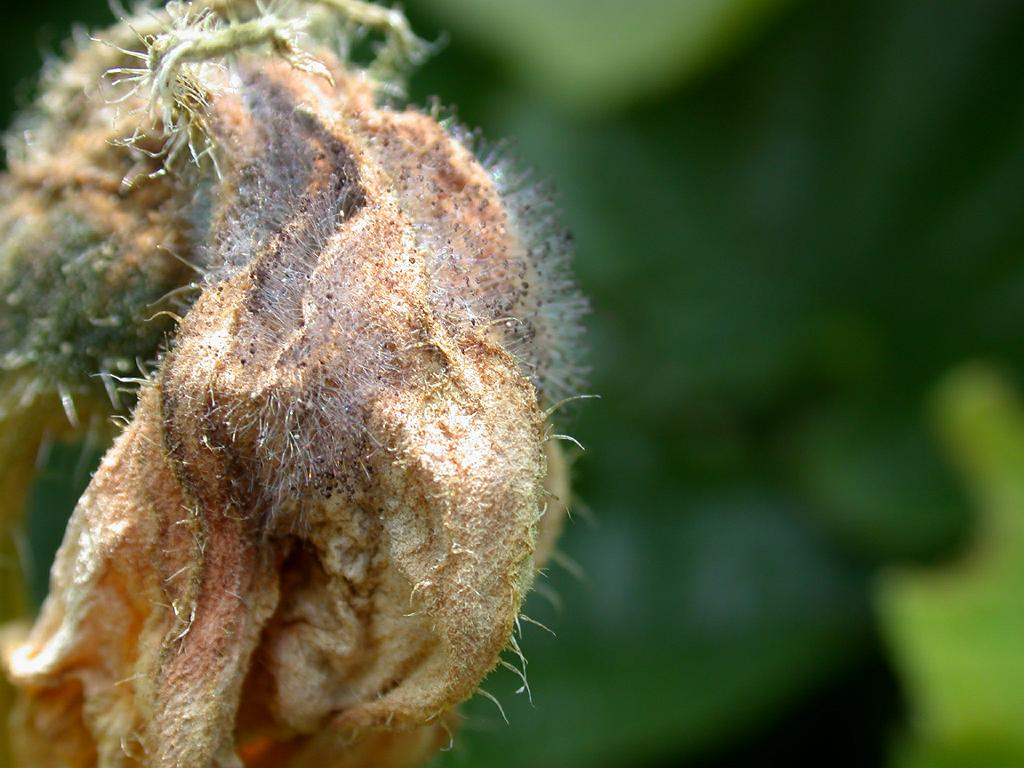
瓜笄黴（現隸屬於毛霉綱 ）

毛菌綱（學名：Trichomycetes）傳統上是指接合菌門下的一類真菌，形態為毛茸狀，共生於節肢動物的腸道中。其下包含四個目：
- 內孢毛菌目 Asellariales
- 鉤孢毛菌目 Harpellales
- 外毛菌目 Eccrinales
- 變形毛菌目 Amoebidiales

基於分子證據，本分類單元目前已廢棄不用。內孢毛菌目和鉤孢毛菌目現時被歸入梳黴亞門中，而外毛菌目和變形毛菌目則被發現其和動物的親緣關係比和真菌來得接近，因此被歸入動物總界下的中菌動物。

## 生活習性
毛菌綱物種和寄主間為片利共生關係，利用其固著器附著在節肢動物腸道的幾丁質內壁或角質層上，自寄主腸腔內的物質中吸收養分，而不會將菌絲體穿透腸壁、侵入寄主組織中。當寄主蛻皮時，腸道內之毛菌會隨著外骨骼及幾丁質腸壁的脫去而隨之釋放至環境中。
毛菌和節肢動物間有密切聯繫，凡有節肢動物的地方都能發現其存在。毛菌的寄主皆為食碎屑動物、食腐動物或以水藻為食，皆具咀嚼式口器。大部分的寄主生長在淡水環境中，包括雙翅目、蜉蝣目和襀翅目等昆蟲之幼蟲，彈尾目成蟲，以及一些甲殼類成體，如等足目、端足目、枝角目及橈足亞綱等，陸生的寄主有倍足綱、唇足綱、鞘翅目昆蟲和等足目等，海生寄主則包括短尾下目（螃蟹）、異尾下目（寄居蟹）、等足目和端足目等。其對寄主的專一性並不高。

## 繁殖方式
毛菌的繁殖方式可分為有性繁殖和無性繁殖兩種，無性繁殖主要包括毛孢子（Trichospore）、孢囊孢子（Sporangiospore）、節孢子（斷生孢子，Arthrospore）和變形細胞（Amoeboid cell）等四種途徑，而有性繁殖目前僅在鉤孢毛菌目中發現，為接合孢子的形式。

### 毛孢子
為一長形且具有附屬絲（appendages）之孢囊，內含單一個孢囊孢子。此附屬絲無法游動，其功能為用來纏繞基質，而節肢動物食用此基質後感染此菌。一旦進入寄主消化道內，則此毛孢子開裂，釋放出其內之孢囊孢子。